# 딜리 플라자

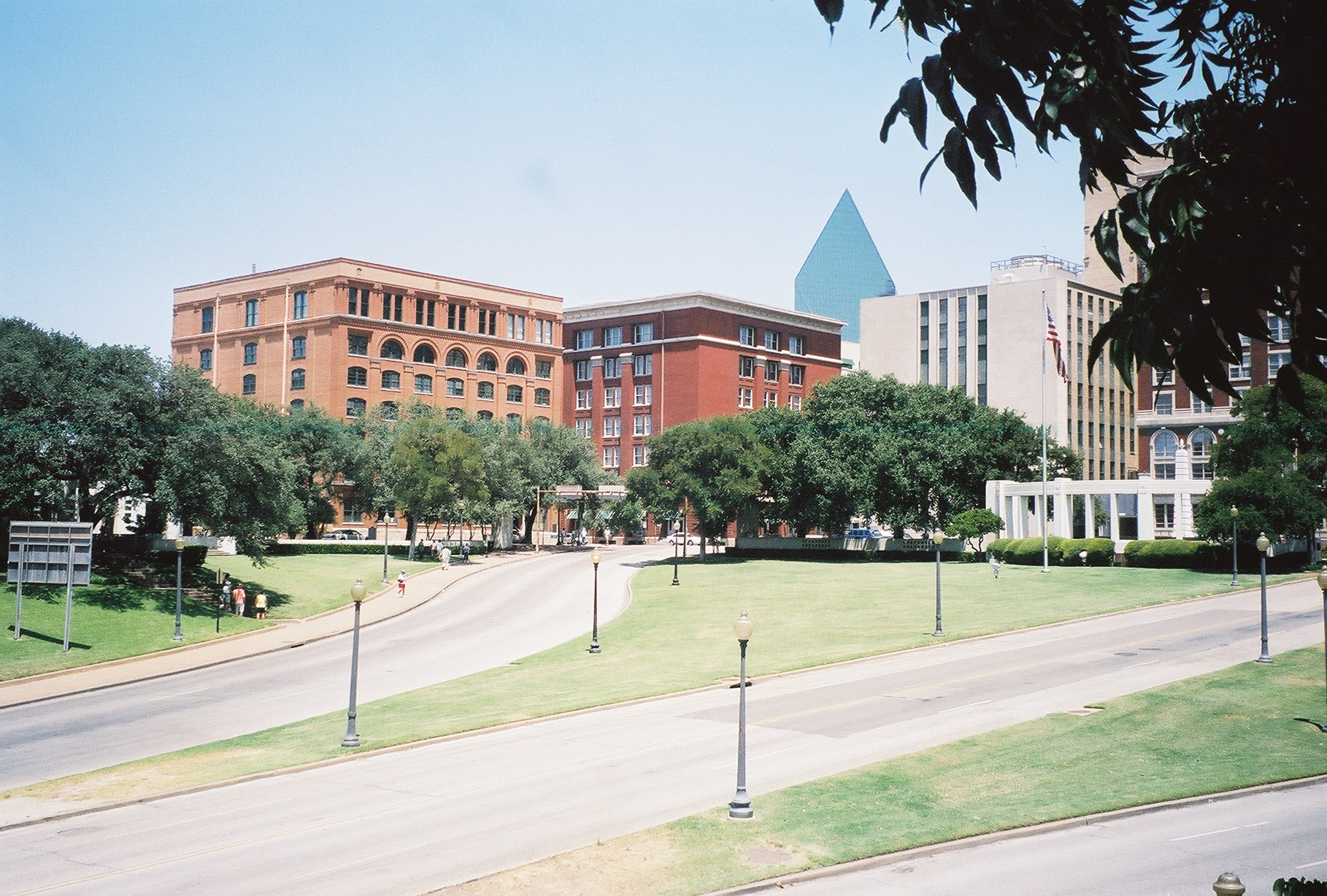
남서쪽에서 보기 왼쪽에 옛 텍사스 교과서 보관소 건물, 중앙에 달텍스 건물, 오른쪽에 댈러스 카운티 레코드 별관이 있다.

딜리 플라자(영어: Dealey Plaza)는 미국 텍사스주 댈러스에 위치한 도시 공원이다. 그곳은 때때로 "댈러스의 탄생지"라고 불린다. 이곳은 또한 존 F. 케네디가 암살된 장소이기도 하다. 1963년 케네디는 파크랜드 메모리얼 병원에서 사망 선고를 받았다. 딜리 플라자 역사지구는 암살 30주년을 맞아 암살 현장에서 보이는 딜리 플라자, 도로 통행권, 건물과 구조물을 보존하기 위해 국가역사기념물로 지정되었다.